# Oconto, Wisconsin
Oconto är administrativ huvudort i Oconto County i Wisconsin i USA. Vid 2010 års folkräkning hade Oconto 4 513 invånare.